# 达利尼亚亚波卢比扬卡农村居民点
达利尼亚亚波卢比扬卡农村居民点（俄语：Дальнеполубянское сельское поселение）是俄罗斯联邦沃罗涅日州奥斯特罗戈日斯克区所属的一个农村居民点。其下辖有3个居民点，行政中心为达利尼亚亚波卢比扬卡。据2016年统计，该农村居民点的人口为455人。